# 三原産業
三原産業（みはらさんぎょう）は、愛媛県宇和島市に本社を置く企業。

## 概要
1918年に肥料メーカーとして設立された。現在は肥料の販売だけでなく愛媛県内でENEOS系列のガソリンスタンド（GS）を17店舗展開している。その他、レンタカー事業や太陽光パネルの販売事業などを行っている。2011年には、ハイブリッド車をプラグインハイブリッド車に改造する事業に参入した。

## 主要事業所
- 宇和島本社 - 愛媛県宇和島市寿町2丁目9番12号
- 松山本社 - 愛媛県松山市味酒町1丁目4番11号

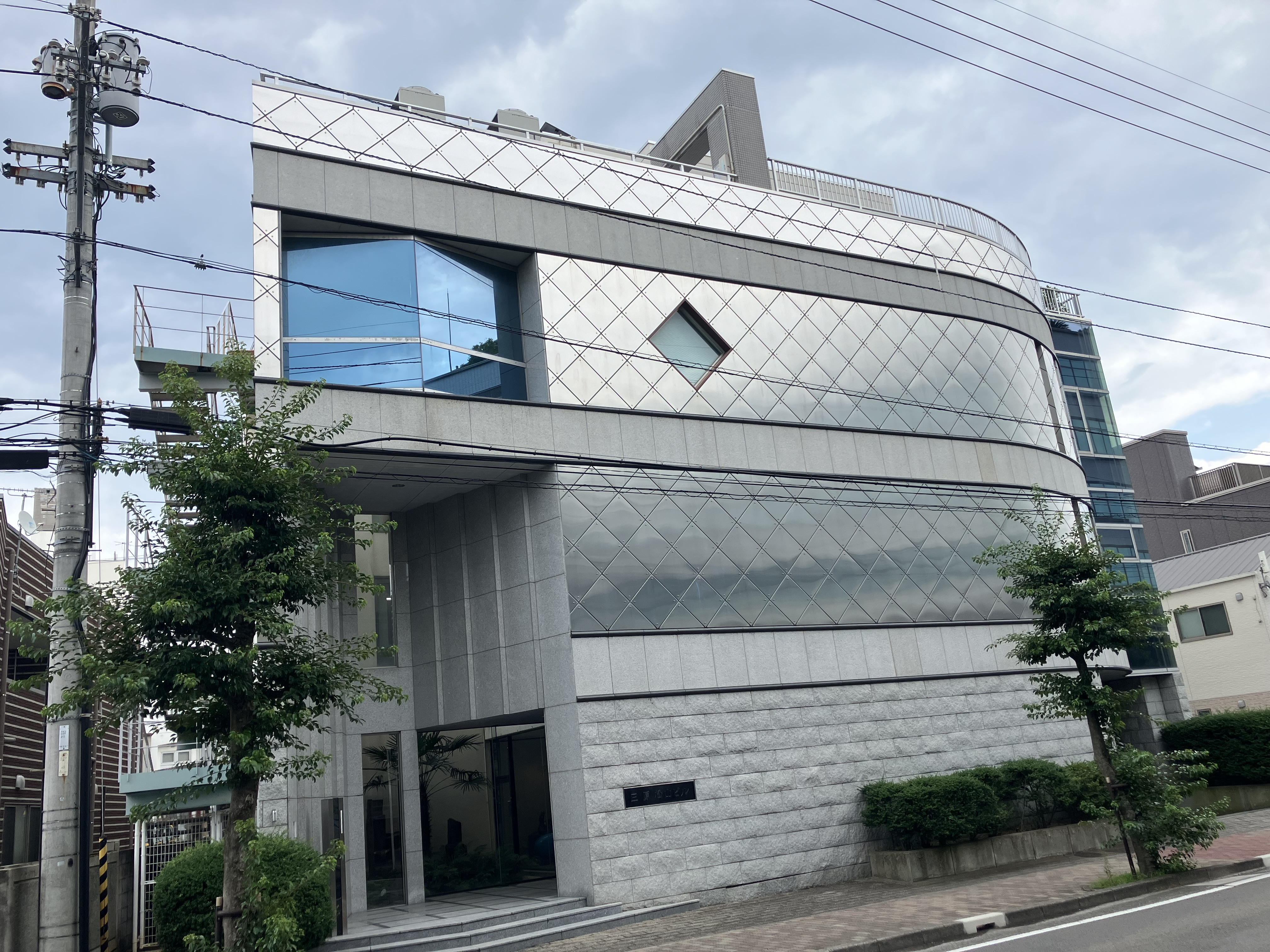
味酒町の松山本社（2025年7月）

## 沿革
- 1918年（大正 7年） - 肥料会社として堀部彦次郎商店を設立。
- 1950年（昭和25年） - 三原産業株式会社に改称。
- 1983年（昭和58年） - 三原石油を吸収合併。
- 1992年（平成 4年） - 三原ガスを吸収合併。
- 1998年（平成10年） - 中古車販売事業に参入。
- 2009年（平成21年） - トクワカ商事と資本･業務提携しグループ会社化。太陽光発電システム事業に参入。
- 2011年（平成23年） - レンタカー事業に参入。ハイブリッド車改造事業に参入。
- 2011年（平成23年） - 太陽光発電システム事業開始。